# 拉维达斯河坛

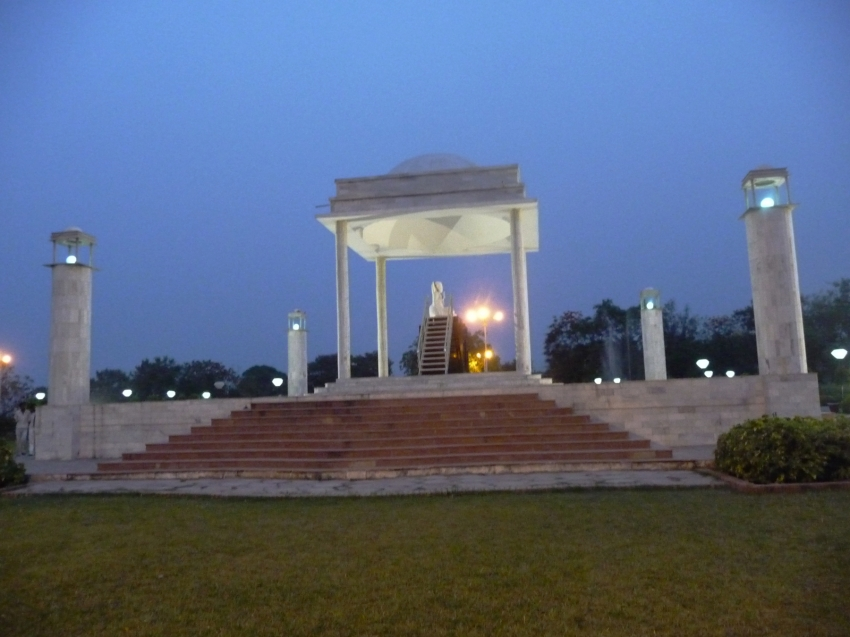

拉维达斯河坛（Sant Ravidas Ghat，印地语: संत रविदास घाट）是瓦拉纳西最南面也是最大的河坛。这是一个拉维达希亚宗教的重要宗教场所，因拉维达斯信徒的宗教旅游而闻名，有一个25英亩的公园
。
拉维达斯河坛于2008年2月拉维达斯诞生631周年时宣布兴建，2009年由首席部长Mayawati揭幕。
拉维达斯河坛是一个经常被造访的河坛，尤其在节日期间。拉维达斯河坛距离拉维达斯庙有13分钟车程。
有提议在拉维达斯河坛设立热气球设施，作为一个旅游景点。